# Campionati mondiali di slittino 1961
I Campionati mondiali di slittino 1961, settima edizione della manifestazione organizzata dalla Federazione Internazionale Slittino, si tennero il 28 e 29 gennaio 1961 a Girenbad, una frazione di Hinwil in Svizzera, sulla pista omonima e furono disputate gare in tre differenti specialità: nel singolo uomini ed in quello donne e nel doppio.
Vincitrice del medagliere fu la squadra italiana, che trionfò nella prova del doppio per merito di Giorgio Pichler e Carlo Prinoth ed in quella stessa gara ottenne anche la medaglia d'argento; le altre medaglie d'oro furono conquistate dal rappresentante della nazionale polacca Jerzy Wojnar nel singolo maschile, al suo secondo trionfo iridato dopo quello ottenuto a Krynica-Zdrój 1958, e da Elisabeth Nagele nell'individuale femminile in qualità di membro della formazione svizzera.

## Risultati

### Singolo uomini
La gara fu disputata su quattro manches nell'arco di due giorni e presero parte alla competizione 57 atleti in rappresentanza di 13 differenti nazioni; campione uscente era il tedesco occidentale Helmut Berndt, nel frattempo ritiratosi dalle competizioni, ed il titolo fu conquistato dal polacco Jerzy Wojnar, già medaglia d'oro nel singolo nella rassegna iridata del 1958, davanti al tedesco occidentale Hans Plenk ed all'austriaco Reinhold Senn.
| Pos. | Atleti           | Nazione        | Tempo   | Distacco |
| ---- | ---------------- | -------------- | ------- | -------- |
|      | Jerzy Wojnar     | Polonia        | 3'38"99 |          |
|      | Hans Plenk       | Germania Ovest | 3'40"64 | +1"65    |
|      | Reinhold Senn    | Austria        | 3'42"15 | +3"16    |
| 4    | Fritz Nachmann   | Germania Ovest | 3'42"89 | +3"90    |
| 5    | Wolfgang Winkler | Germania Ovest | 3'43"01 | +4"02    |
| 6    | Sigisfredo Mair  | Italia         | 3'43"05 | +4"06    |
| 7    | Reinhold Frosch  | Austria        | N.D.    | N.D.     |
| 8    | Ewald Walch      | Austria        | N.D.    | N.D.     |
| 9    | Ulrich Jucker    | Svizzera       | N.D.    | N.D.     |
| 10   | Arnold Gartmann  | Svizzera       | N.D.    | N.D.     |

### Singolo donne
La gara fu disputata su quattro manches nell'arco di due giorni e presero parte alla competizione 21 atlete in rappresentanza di 5 differenti nazioni; campionessa uscente era l'austriaca Maria Isser, non presente a questa edizione dei mondiali, ed il titolo fu conquistato dalla svizzera Elisabeth Nagele davanti alla tedesca occidentale Marianne Winkler ed all'austriaca Helene Thurner.
| Pos. | Atleti            | Nazione        | Tempo   | Distacco |
| ---- | ----------------- | -------------- | ------- | -------- |
|      | Elisabeth Nagele  | Svizzera       | 3'56"06 |          |
|      | Marianne Winkler  | Germania Ovest | 3'59"01 | +2"95    |
|      | Helene Thurner    | Austria        | 3'59"38 | +3"32    |
| 4    | Hildegard Riepl   | Germania Ovest | 4'00"05 | +3"99    |
| 5    | Waltraud Ambacher | Austria        | 4'00"96 | +4"90    |
| 6    | Alma Mittelberger | Austria        | 4'01"29 | +5"23    |
| 7    | Nina Blümel       | Germania Ovest | N.D.    | N.D.     |
| 8    | Gertraud Beer     | Germania Ovest | N.D.    | N.D.     |
| 9    | Monika Lücker     | Svizzera       | N.D.    | N.D.     |
| 10   | Gudrun Konicek    | Germania Est   | 4'05"55 | +9"49    |

### Doppio
La gara fu disputata su due manches nell'arco di un solo giorno. Campioni uscenti erano gli austriaci Reinhold Frosch ed Ewald Walch, non presenti a questa edizione dei mondiali, ed il titolo fu conquistato dalla coppia italiana composta da Giorgio Pichler e Carlo Prinoth davanti ai connazionali Giorgio Moroder e Raimondo Prinoth ed al duo austriaco formato da Josef Feistmantl e Ludwig Gassner.
| Pos. | Atleti                           | Nazione | Tempo   | Distacco |
| ---- | -------------------------------- | ------- | ------- | -------- |
|      | Giorgio Pichler Carlo Prinoth    | Italia  | 1'31"86 |          |
|      | Giorgio Moroder Raimondo Prinoth | Italia  | 1'33"31 | +1"45    |
|      | Josef Feistmantl Ludwig Gassner  | Austria | N.D.    | N.D.     |

## Medagliere
| Posizione | Nazione        | Oro | Argento | Bronzo | Totale |
| --------- | -------------- | --- | ------- | ------ | ------ |
| 1         | Italia         | 1   | 1       | 0      | 2      |
| 2         | Svizzera       | 1   | 0       | 0      | 1      |
| 2         | Polonia        | 1   | 0       | 0      | 1      |
| 4         | Germania Ovest | 0   | 2       | 0      | 2      |
| 5         | Austria        | 0   | 0       | 3      | 3      |
| Totale    | Totale         | 3   | 3       | 3      | 9      |